# 1C公司
1C公司（俄語：Фирма "1С"）是俄罗斯最大的软件开发商和发行商之一。总部设于莫斯科。它在俄国及东欧之外以游戏开发商知名，不过在俄国国内它也在商业软件领域处于领先地位。它开发的集成商业套装1C:Предприятие在超过10年的时间里都具有压倒性的市场占有率。1C还是俄国主要的几个发行国外软件俄语版的公司之一。该公司拥有员工800余人、10000个业务合作伙伴、4500个授权零售商、1200家培训中心、200家授权认证地点，并在超过100个城市设有专卖店。